# نیروی سایبری
نیروی سایبری (انگلیسی: Cyber force) شاخه‌ای نظامی از نیروهای مسلح یک کشور است که عملیات نظامی را در فضای مجازی و جنگ سایبری انجام می‌دهد. اولین نیروی سایبری مستقل جهان، نیروی پشتیبانی استراتژیک ارتش آزادی‌بخش خلق بود که در سال ۲۰۱۵ تأسیس شد و همچنین به عنوان نیروی فضایی کشور چین فعالیت می‌کند. تا سال ۲۰۲۴، تنها نیروهای سایبری مستقل جهان عبارتند از نیروی فضای مجازی ارتش آزادی‌بخش خلق، سرویس دامنه سایبری و اطلاعاتی آلمان، نیروی دفاع سایبری نروژ و سرویس دیجیتال و اطلاعاتی سنگاپور.
بیشتر کشورهای دیگر نیروهای سایبری خود را در سایر شاخه‌ها، نیروهای نظامی یا فرماندهی‌های مشترک سازماندهی می‌کنند. نمونه‌هایی از فرماندهی‌های سایبری مشترک شامل فرماندهی سایبری ایالات متحده آمریکا است.

## تاریخچه
در سال ۲۰۱۵، چین اولین نیروی سایبری مستقل جهان را ایجاد کرد و نیروی پشتیبانی استراتژیک ارتش آزادی‌بخش خلق را تأسیس نمود. پس از آن، آلمان در سال ۲۰۱۷ سرویس دامنه سایبری و اطلاعاتی را به عنوان دومین نیروی سایبری جهان و سنگاپور در سال ۲۰۲۲ سرویس دیجیتال و اطلاعاتی را به عنوان سومین نیروی سایبری جهان تأسیس کردند.
در داخل ایالات متحده، نیروی هوایی ایالات متحده رهبر اولیه عملیات سایبری نظامی بود. در سال ۱۹۹۵، این نیرو اسکادران ۶۰۹ جنگ اطلاعاتی را تأسیس کرد که اولین سازمان در جهان بود که عملیات سایبری تهاجمی و دفاعی را در پشتیبانی از نیروهای نظامی ترکیب کرد. در ابتدا، آژانس اطلاعات هوایی، سایبر را به عنوان زیرمجموعه‌ای از جنگ اطلاعاتی می‌دید، و بسیاری از مأموریت‌های سایبری اولیه را کنترل می‌کرد. نیروی زمینی ایالات متحده آمریکا و نیروی دریایی ایالات متحده آمریکا معتقد بودند که نیروی هوایی در تلاش است تا مأموریت سایبری را برای خود تصاحب کند و به نیروی هوایی فشار می‌آورد تا از فعال شدن فرماندهی سایبری نیروی هوایی جلوگیری کند.
در عوض، فرماندهی سایبری ایالات متحده در سال ۲۰۰۹ به عنوان یک فرماندهی زیرمجموعه تحت فرماندهی استراتژیک ایالات متحده ایجاد شد و فرماندهی سایبری نیروی زمینی آمریکا، فرماندهی سایبری ناوگان ایالات متحده آمریکا، فرماندهی فضای سایبری سپاه تفنگداران دریایی و نیروی هوایی بیست و چهارم به عنوان اجزای خدماتی ایجاد شدند. تاریخچه فرماندهی سایبری ایالات متحده به تأسیس نیروی ویژه مشترک - دفاع شبکه رایانه‌ای در سال ۱۹۹۸ و تغییر نام مجدد آن به نیروی ویژه مشترک - عملیات شبکه رایانه‌ای در سال ۲۰۰۰ تحت فرماندهی فضایی ایالات متحده برمی‌گردد. پس از غیرفعال شدن فرماندهی فضایی و ادغام آن در فرماندهی استراتژیک ایالات متحده در سال ۲۰۰۲، نیروی ویژه مشترک - عملیات شبکه رایانه‌ای در سال ۲۰۰۴ به نیروی ویژه مشترک - عملیات شبکه جهانی و فرماندهی اجزای عملکردی مشترک - جنگ شبکه‌ای تقسیم شد و سپس تحت فرماندهی سایبری ایالات متحده مجدداً متحد شد. در سال ۲۰۱۴، نیروی زمینی ایالات متحده سپاه سایبری نیروی زمینی ایالات متحده آمریکا را تأسیس کرد و نقش سایبری تهاجمی سپاه اطلاعات نظامی و نقش سایبری دفاعی سپاه سیگنال ارتش ایالات متحده را ادغام کرد.
فرماندهی سایبری ایالات متحده در سال ۲۰۱۸، فرماندهی سایبری به یک فرماندهی یکپارچه رزمی ارتقا یافت. درخواست‌های دوره‌ای برای ایجاد نیروی سایبری ایالات متحده مطرح شده است که قابل توجه‌ترین آنها توسط ادمیرال بازنشسته نیروی دریایی ایالات متحده و فرمانده عالی متفقین اروپا، جیمز استاوریدیس، و افسر اطلاعاتی بازنشسته و تاجر امنیت سایبری، دیوید ونابل، مطرح شده است.

## نیروهای سایبری
فهرست زیر، نیروهای سایبری مستقلی را که در حال حاضر در سراسر جهان در حال فعالیت هستند، تشریح می‌کند:
- نیروی فضای سایبری ارتش آزادی‌بخش خلق
- سرویس دامنه سایبری و اطلاعاتی
- نیروی دفاع سایبری نروژ
- سرویس دیجیتال و اطلاعاتی